# Roccantica
Roccantica är en ort och kommun i provinsen Rieti i regionen Lazio i Italien. Kommunen hade 553 invånare (2018).